# روبرت مكاي
روبرت مكاي (بالإنجليزية: Robert McKay)‏ هو عسكري أمريكي، ولد في 3 مايو 1887 في فرانكفورت في الولايات المتحدة، وتوفي في 26 نوفمبر 1958 في موتونتاون في الولايات المتحدة.